# Лонга, Франсиско де
Франсиско Тома де Анкия Лонга (10 апреля 1783—1831) был испанским генералом.

## Биография
Франсиско Анкия-и-Уркиса (10 апреля 1783—1831) стал известен как Франсиско де Лонга по названию родной деревни и её окрестностей. Он родился в Испании в деревне Лонга в Бискайе, Мальявия, и до войны был кузнецом. В 1809 году Лонга стал первым испанским партизаном; у него была лишь горстка последователей. Эти группы (исп. partidas) поощрялись испанскими военными и гражданскими властями. Частично это было связано с материально-техническим снабжением: группы зависели от припасов, поставляемых им регулярными силами, включая оружие и боеприпасы. Группа Лонги атаковали линии связи французов. В 1811 он в звании подполковника сформировал батальон из 700 человек, а в 1812-м году поднялся до командования иберийской дивизии в звании полковника. Он и его силы сражались в Кантабрийских горах в течение четырёх лет и были знакомы с местностью. Он стал командующим 4-й Испанской армией, к 1814 году стал бригадным генералом, к 1815 году — генерал-лейтенантом, а затем фельдмаршалом. Лонга поддерживал англо-португальскую кампанию Веллингтона 1813 года. В битве при Витории дивизия Лонги была частью колонны сэра Томаса Грэхэма. Его задачей было не дать французским войскам отступить на восток от Витории и не вступать в бой раньше других колонн. Войска Лонги столкнулись с Португальской армией французов, у которой была миссия по защите французских коммуникаций. Они сражались в восточной части деревни Гамарра-Майор, понеся высокие потери; эта битва получила прозвище «Гоморра» из-за опустошительного характера битвы. Силы Лонги смогли перерезать основной путь отступления французов, что помогло победить союзным войскам под командованием Веллингтона. Партизанские силы Лонги препятствовали французской разведке и сами предоставляли разведданные союзным силам Веллингтона. Лонга также добился того, что французская логистика и материально-техническое снабжение были затруднены, что негативно сказалось как на дисциплине, так и на моральном духе французских войск. Основными достижениями битвы при Витории стали более высокие показатели потерь среди французов, чем у союзных войск (примерно от 8 тыс. к 5 тыс. соответственно), и захват 151 из 153 французских пушек и 415 французских caissons (ящиков с боеприпасами). Некоторые утверждают, что без таких отрядов, как партизаны Лонги, французские войска не были бы побеждены. В течение следующего месяца большинство французских войск покинули Испанию, и французское правление было практически прекращено.